# Gyula
Gyula je mesto na Madžarskem, ki upravno spada v podregijo Gyulai Županije Békés.